# علی النمر (بازیکن فوتبال)
علی النمر (عربی: علي النمر؛ زادهٔ ۲۵ اوت ۱۹۹۱) بازیکن فوتبال اهل عربستان سعودی است.
وی همچنین در تیم ملی فوتبال عربستان سعودی بازی کرده‌است.